# 스위스 알파인 클럽

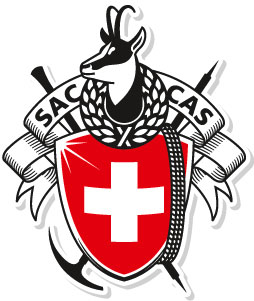
스위스 알파인 클롭의 공식 로고

스위스 알파인 클럽(독일어: Schweizer Alpen-Club, 프랑스어: Club Alpin Suisse, 이탈리아어: Club Alpino Svizzero, 로만슈어: Club Alpin Svizzer)은 스위스에서 가장 큰 등산 클럽이다. 1863년 올텐에서 설립되어 현재 111개 섹션으로 구성되어 있으며, 회원 수는 160,000명(2020년)이다. 여기에는 스위스 알파인 클럽의 영국 회원 협회가 포함된다.

## 역사
스위스 알파인 클럽은 1857년 런던에서 알파인 클럽이 결성된 후 유럽 대륙에서 처음으로 설립된 알파인 클럽이다. 클럽의 창립자이자 초대 회장은 멜히어 울리히 박사였다. 다른 회원은 고트리브 사뮤엘 슈투더와 지믈러 박사였다. 창립 총회는 올텐에서 개최되었다.
등반가의 수가 증가함에 따라 산으로의 접근을 조금 덜 복잡하고, 덜 피곤하게 만들기 위한 조치를 취해야 했다. 산장이 지어질 때까지 등반가들은 가장 높은 샬레나 돌출된 바위 아래의 비박 대피소(Bivouac)에서 잠을 자고 두 경우 모두 장작을 옮겨야 했다. 처음 25년 동안 스위스 알파인 클럽은 38개의 산장을 짓는 데 기여했다. 그중 가장 오래된 것은 퇴디의 그륀호른 산장(1863년)이었고, 다마슈톡 근처의 트리프트 산장(1864년)이 그 뒤를 이었다. 마테호른 산장은 1865년에, 마운테는 1871년에, 바이스호른 산장(1876년), 알레치 빙하 위의 콘코르디아 산장(1877년), 보발 산장(1877년)이 뒤를 이었다.

### 타임라인
- 1863: 알파인 클럽(1857)과 오스트리아 알파인 클럽(1862)에 이어 클럽 창립.
- 1863: 최초의 산장 건설: 그륀호른 산장(Grünhornhütte)
- 1864년: 훗날 Die Alpen, Les Alpes라는 이름의 저널을 처음 출판
- 1900: SAC는 43개 섹션과 6,000명의 회원으로 구성.
- 1905년: 베른에 스위스 알프스 박물관 개관
- 1907년: 여성은 클럽에 가입 금지 시킴
- 1963: 클럽이 44,500명의 회원으로 구성됨(남성 전용)
- 1977: 베른에 본사 설립
- 1980: 여성 스위스 알파인 클럽과의 퓨전(1918년 설립). 총 유효 회원 수는 75,600명.
- 1992년: SAC의 첫 번째 문화상 수상
- 1994: SAC는 공식적으로 대회 등반을 장려.
- 1996: 중앙위원회 폐지
- 2006: SAC가 마일즈스톤 관광상을 수상.

## 같이 보기
- 스위스 알프스